# Pholetesor intercedens
Pholetesor intercedens är en stekelart som först beskrevs av Vladimir Ivanovich Tobias 1977.  Pholetesor intercedens ingår i släktet Pholetesor och familjen bracksteklar. Inga underarter finns listade i Catalogue of Life.